# マイコープ

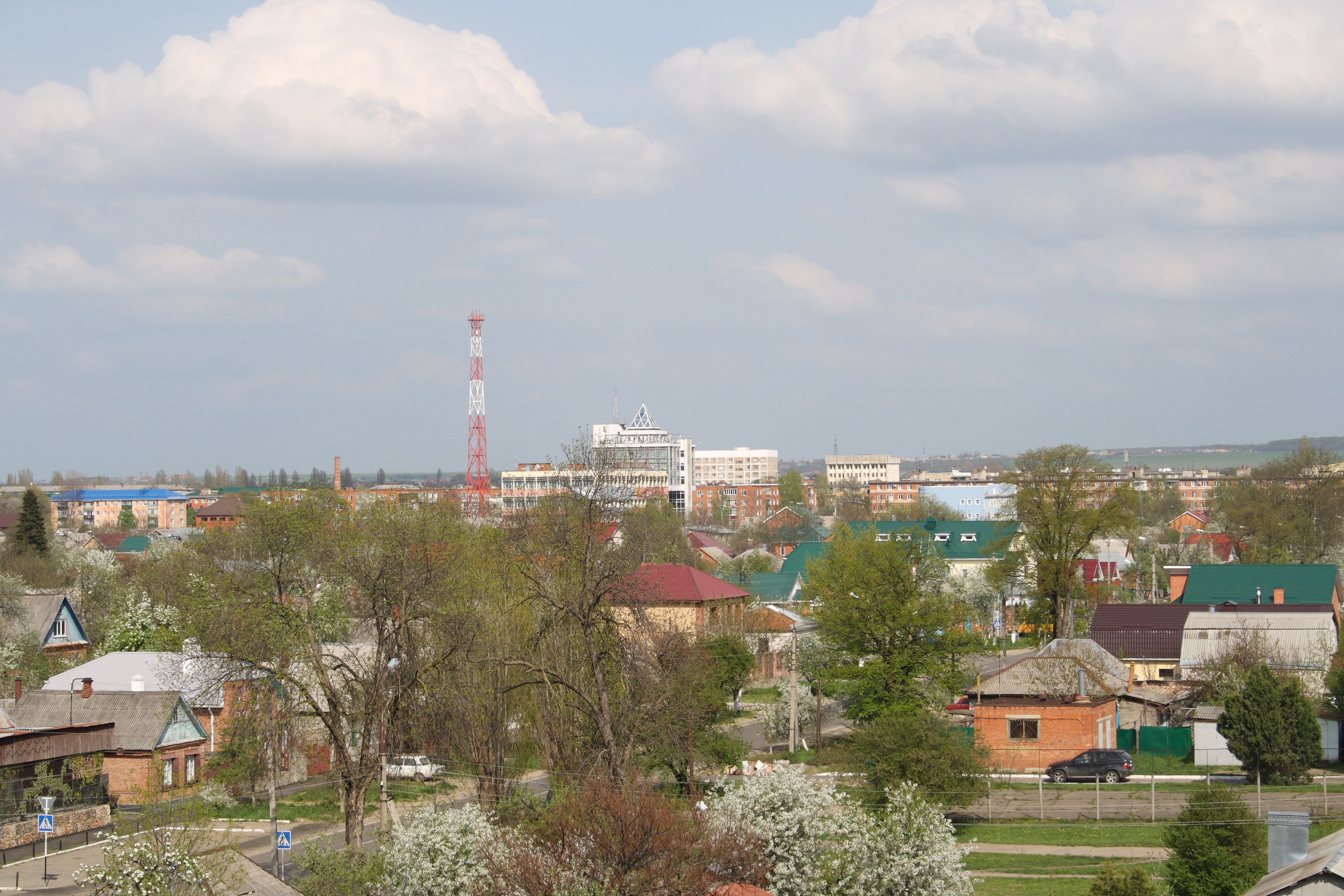
マイコープの風景

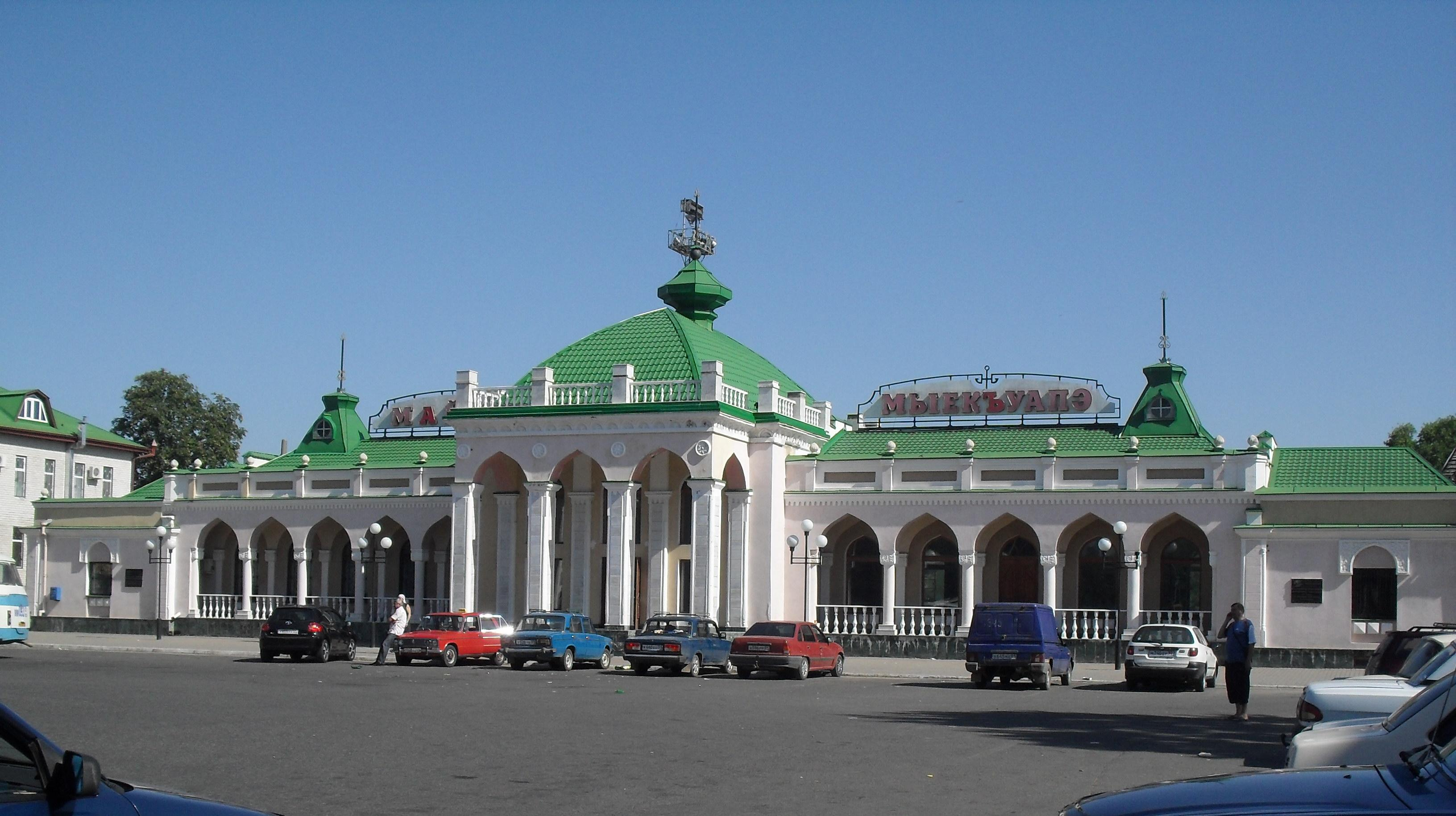
マイコープ駅

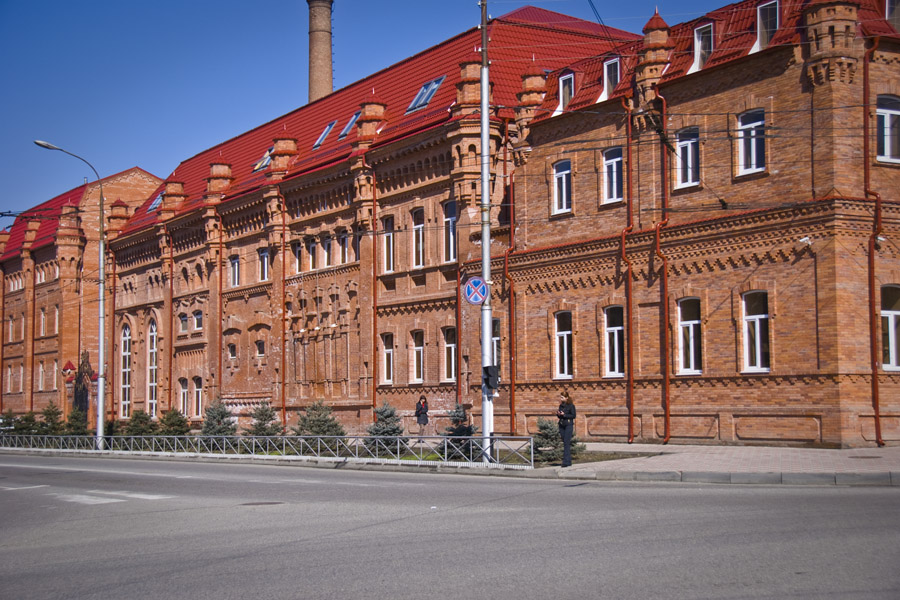
ビール醸造所

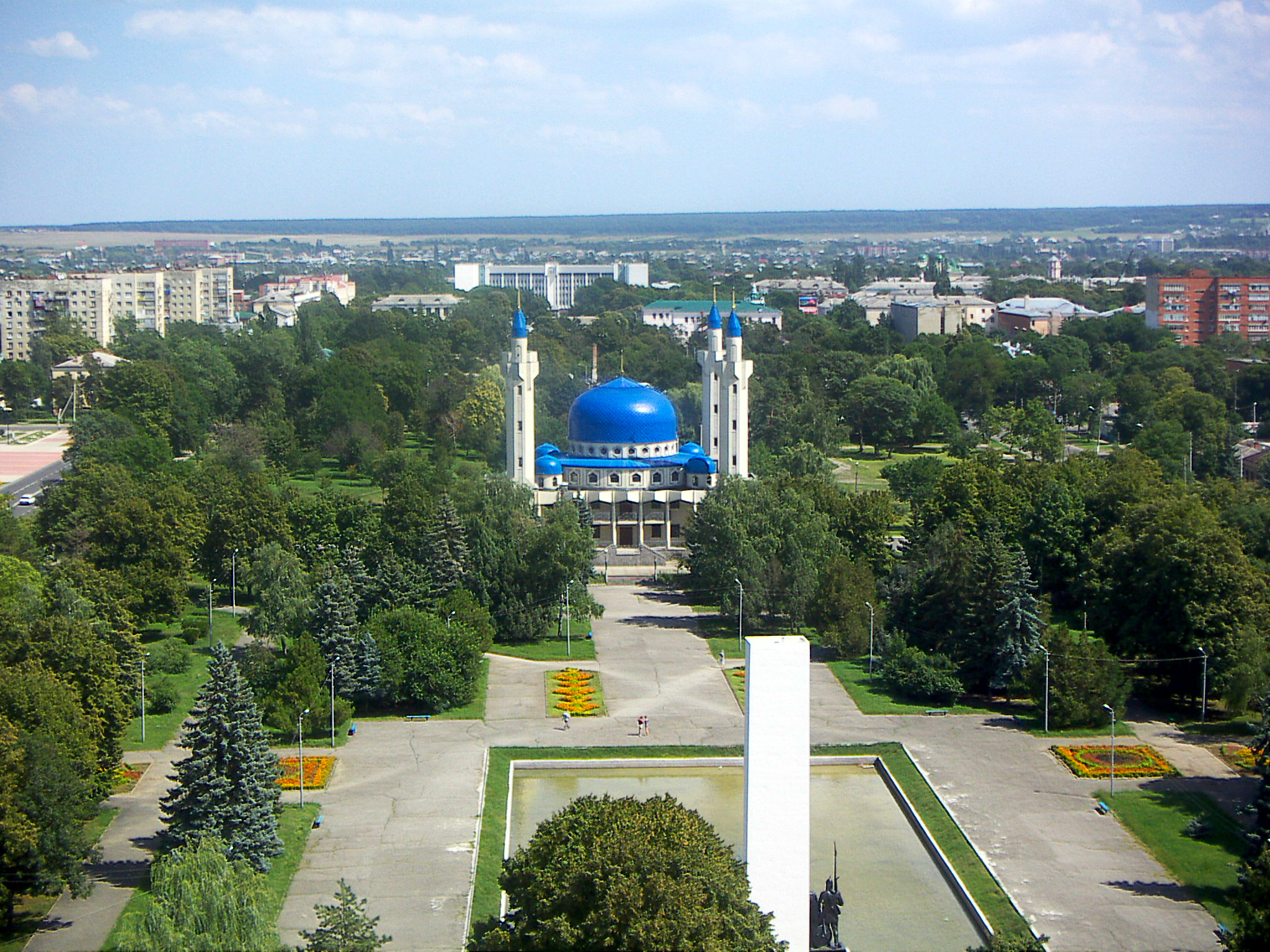
モスク

マイコープ（アディゲ語:Мыекъуапэ, ロシア語: Майкоп, ラテン文字:Maykop）はロシア連邦に属するアディゲ共和国の首都。人口は14万人。
町の名は、アディゲ語で「野生のリンゴの土地」を意味する。

## 地理
大コーカサス山脈の北麓、クバン川の支流であるベラヤ川の右岸に位置する。主な産業は食品加工と木材加工。
北緯44度36分32.9秒 東経40度6分47.5秒 / 北緯44.609139度 東経40.113194度

## 気候
2010年2月15日、23.4°Cを観測。冬の気温としては過去最高である。
| マイコープの気候       | マイコープの気候 | マイコープの気候 | マイコープの気候 | マイコープの気候 | マイコープの気候 | マイコープの気候 | マイコープの気候 | マイコープの気候 | マイコープの気候 | マイコープの気候 | マイコープの気候 | マイコープの気候 | マイコープの気候 |
| 月                     | 1月              | 2月              | 3月              | 4月              | 5月              | 6月              | 7月              | 8月              | 9月              | 10月             | 11月             | 12月             | 年               |
| ---------------------- | ---------------- | ---------------- | ---------------- | ---------------- | ---------------- | ---------------- | ---------------- | ---------------- | ---------------- | ---------------- | ---------------- | ---------------- | ---------------- |
| 平均最高気温 °C （°F） | 3.9 (39)         | 5.8 (42.4)       | 11.0 (51.8)      | 18.2 (64.8)      | 22.6 (72.7)      | 26.2 (79.2)      | 28.9 (84)        | 28.5 (83.3)      | 24.3 (75.7)      | 17.6 (63.7)      | 12.3 (54.1)      | 6.9 (44.4)       | 17.2 (63)        |
| 日平均気温 °C （°F）   | −0.5 (31.1)      | 1.3 (34.3)       | 5.7 (42.3)       | 12.6 (54.7)      | 16.8 (62.2)      | 20.3 (68.5)      | 22.8 (73)        | 22.3 (72.1)      | 18.1 (64.6)      | 12.0 (53.6)      | 7.6 (45.7)       | 2.8 (37)         | 11.8 (53.2)      |
| 平均最低気温 °C （°F） | −4.9 (23.2)      | −3.3 (26.1)      | 0.4 (32.7)       | 6.9 (44.4)       | 11.0 (51.8)      | 14.4 (57.9)      | 16.7 (62.1)      | 16.0 (60.8)      | 11.9 (53.4)      | 6.3 (43.3)       | 2.8 (37)         | −1.3 (29.7)      | 6.4 (43.5)       |
| 降水量 mm （inch）     | 60 (2.36)        | 41 (1.61)        | 51 (2.01)        | 58 (2.28)        | 73 (2.87)        | 89 (3.5)         | 70 (2.76)        | 58 (2.28)        | 62 (2.44)        | 66 (2.6)         | 75 (2.95)        | 69 (2.72)        | 772 (30.39)      |
| 出典：Гидрометцентр    |                  |                  |                  |                  |                  |                  |                  |                  |                  |                  |                  |                  |                  |

## 歴史
1857年5月25日にクバーニ・コサック軍の要塞都市として建設された。コーカサス戦争が終わるまで、戦略上重要な位置にあった。1870年12月24日、「町」となる。1911年、マイコープ近郊で原油が埋蔵されていることが判明した。1918年にソビエト権力が樹立された。1936年にマイコップとその周辺地域はそのアディゲ自治州と合併し、州都となる。第二次世界大戦に際し、ドイツ軍のブラウ作戦により1942年8月9日から1943年1月29日までドイツ軍に占領された。1991年、アディゲ共和国の首都となった。

## 民族構成（2002年現在）
- ロシア人 (72.59%)
- アディゲ人 (16.65%)
- アルメニア人 (2.99%)
- ウクライナ人 (2.52%)

## 人口
- 144,246（2010年国勢調査）[2]
- 156,931（2002年国勢調査）[3]
- 148,608（1989年国勢調査）[4]

## マイコープ文化
マイコープ文化の名で知られるように、一帯に考古学的遺跡が集中している。1897年、ペテルブルク大学教授N.ヴェセロフスキーはマイコープ東部で「オシャド」と呼ばれるクルガンを発見した。そこでは、スキタイあるいはサルマタイのものと思われる金製や銀製の製品が多く発見され、ここに高い文化が存在していたことを示唆するものである。マイコープのクルガンで発見された遺物は、エルミタージュ博物館に納められている。